# لمويل تود
لمويل تود (بالإنجليزية: Lemuel Todd) هو محامي وسياسي أمريكي، ولد في 29 يوليو 1817 في الولايات المتحدة، وتوفي في 12 مايو 1891. حزبياً، نشط في الحزب الجمهوري. وقد انتخب عضو مجلس النواب الأمريكي.